# Platystethynium fransseni
Platystethynium fransseni är en stekelart som först beskrevs av Dmitriy Alekseevich Ogloblin 1946.  Platystethynium fransseni ingår i släktet Platystethynium och familjen dvärgsteklar. Inga underarter finns listade i Catalogue of Life.